# Любош Перек
Любош Перек (чеськ. Luboš Perek; 26 липня 1919 — 17 вересня 2020) — чеський астроном, член-кореспондент Чехословацької АН (1965).

## Біографія
Народився в Празі, в 1946 закінчив Університет Масарика. У 1946—1956 працював в Університеті Масарика, в 1956—1974 — в Астрономічному інституті Чехословацької АН у Празі (у 1956—1967 — завідувач відділом зоряної астрономії, в 1968—1974 — директор). У 1975—1980 очолював Відділ у справах космічного простору при секретаріаті ООН . З 1980 — співробітник Астрономічного інституту Чехословацької АН. Член-кореспондент Чехословацької АН (1965).
Наукові праці присвячені зоряній динаміці і вивченню планетарних туманностей. Розробив моделі розподілу мас зірок і газу в Галактиці, досліджував рухи зірок у Галактиці. Разом з Любошем Когоутеком склав каталог і атлас планетарних туманностей (1967). Ряд робіт присвячено проблемам вивчення та освоєння космічного простору.
Член Міжнародної академії астронавтики (1978), Міжнародного інституту з космічного права, Німецької академії натуралістів «Леопольдина», генеральний секретар Міжнародного астрономічного союзу (1967—1970), віце-президент Міжнародної ради наукових союзів (1968—1970), президент Міжнародної астронавтичної федерації (1980—1981).
На його честь названо астероїд 2900 Любош Перек.